# Rue des plaisirs
Pour plus de détails, voir Fiche technique et Distribution.
Rue des plaisirs est un film français réalisé par Patrice Leconte, sorti en 2002.

## Synopsis
Prostituée de la maison close « Le Palais Oriental », Marion rêve de devenir chanteuse. À la fermeture de l'établissement, elle se lance à la recherche de l'homme qu'elle aime, Dimitri Josco. Petit Louis, homme à tout faire du Palais Oriental, profondément amoureux d'elle, la suit dans ses pérégrinations.

## Fiche technique
- Titre : Rue des plaisirs
- Titre anglais : Love Street (Canada)
- Réalisation : Patrice Leconte
- Scénario : Serge Frydman et Patrice Leconte
- Production : Philippe Carcassonne
- Photographie : Eduardo Serra
- Montage : Joëlle Hache
- Décors : Ivan Maussion
- Costumes : Christian Gasc et Edwige Morel D'Arleux
- Musique : Pierre Adenot
- Son : Emmanuel Croset
- Pays d'origine :  France
- Format : couleur - 1,85:1 - Dolby Digital - 35 mm
- Durée : 91 minutes
- Date de sortie : 13 février 2002

## Distribution
- Patrick Timsit : Petit Louis
- Laetitia Casta : Marion
- Vincent Elbaz : Dimitri Josco
- Catherine Mouchet : Léna
- Isabelle Spade : Camille
- Bérangère Allaux : Violette
- Patrick Floersheim : Le roumain
- Manuel Bonnet : Homme roumain 1
- Pascal Parmentier : Homme roumain 2
- Dolores Chaplin : Dolores
- Carol Esther : Carol
- Florence Geanty : Florence
- Isabelle Le Nouvel : Isabelle
- Sophie Le Tellier : Sophie
- Céline Samie : Céline
- Valérie Vogt : Valérie
- Emmanuelle Weber : Femme gaine
- Mercedes Brawand : Madame Boula
- Charlie Nelson : Client catapulté
- Maxime Monsimier : Petit Louis enfant
- Jean-François Kopf : Animateur radio
- Claude Derepp : Homme music-hall
- Étienne Draber : Impresario
- Daniel Kenigsberg : Boulanger
- Michèle Gleizer : Michèle Gleizer
- Nathalie Perrot : Patronne de l'hôtel
- Christian Mazucchini : Joueur poker
- Boris Napes : Acheteur pénicilline
- Natacha Gérardin : Femme trio radio-crochet
- Sandrine Mallick : Femme trio radio-crochet
- Isabelle Zanotti : Femme trio radio-crochet
- Jacques Vertan : Artiste au chien
- Claude-Louis Royer : Accordéoniste
- Catherine Sola : Radio (voix)
- Samuel Labarthe : L'homme silencieux

## Bande originale
- La chanson C'est écrit est interprétée par Laetitia Casta[1].

## Accueil

### Accueil critique
Reprenant les mêmes éléments de scénario du tandem Leconte/Frydman, qui avaient assuré les louanges d'une partie des critiques pour La Fille sur le pont, Rue des plaisirs fut fraîchement accueilli par la presse, critiquant une sophistication de style au détriment de la crédibilité de l'histoire et des personnages. Avec environ 140 000 entrées, le film ne compte pas parmi les succès populaires de son réalisateur.

## Autour du film
- Une ancienne centrale électrique a servi de studio pour le film[1].